# Los Guatuzos

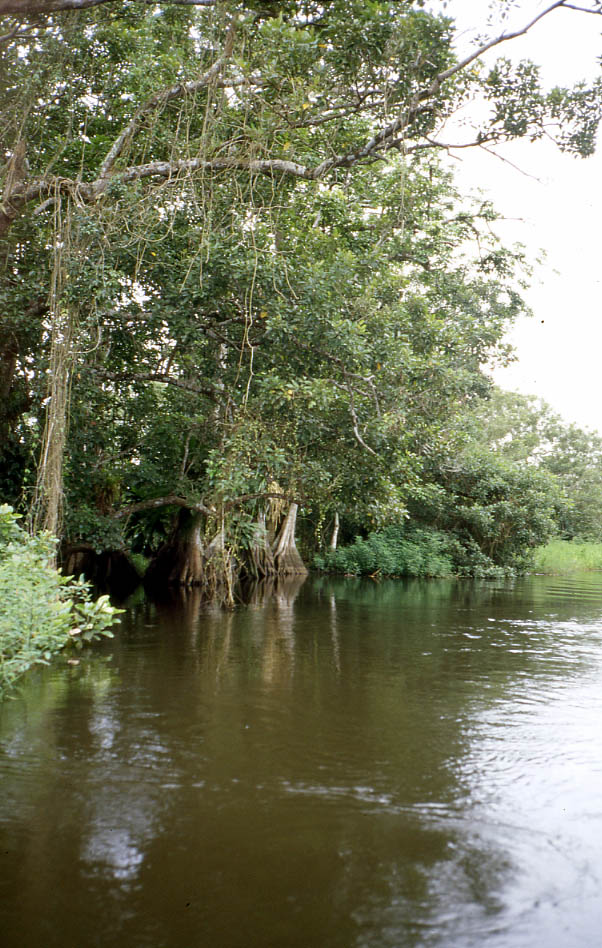
Refugio de vida salvaje Los Guatuzos.

El refugio de vida salvaje Los Guatuzos se encuentra situado en la orilla sur del lago Cocibolca y se extiende a lo largo de algunos kilómetros del cauce del río San Juan, en el departamento de Río San Juan de la república de Nicaragua.
El lugar ha sido catalogado por la Unesco como Reserva de la Biosfera y pertenece a la lista de humedales de importancia internacional del Convenio de Ramsar.
Por la reserva transcurren un total de doce ríos. Siendo el más importante el río Papaturro. Existen un total de 315 especies de plantas, destacando entre las mismas 130 especies diferentes de orquídeas. Por lo que respecta a la fauna, se han contabilizado 81 especies de anfibios, 136 especies de reptiles, 42 especies de mamíferos y 364 especies de aves.
Dentro del refugio se encuentra el Centro Ecológico de Los Guatuzos, centro de investigación que ofrece visitas guiadas, excursiones y alojamiento en el parque.